# El campo (film)
El campo è un film del 2011, diretto da Hernán Belón con Leonardo Sbaraglia e Dolores Fonzi.
Il film è stato distribuito nelle sale italiane il 31 agosto 2012, dopo essere stato presentato alla 68ª Mostra internazionale d'arte cinematografica di Venezia. Il film ha vinto il premio come miglior attore al Amiens International Film Festival e come migliore attrice al Festival di Malaga.